# جف بارنسلی
جف بارنسلی (انگلیسی: Geoff Barnsley؛ زادهٔ ۹ دسامبر ۱۹۳۵) بازیکن فوتبال اهل بریتانیا است.
از باشگاه‌هایی که در آن بازی کرده‌است می‌توان به باشگاه فوتبال وست برومویچ آلبیون، باشگاه فوتبال نوریچ سیتی، باشگاه فوتبال تورکی یونایتد، و باشگاه فوتبال پلیموث آرگیل اشاره کرد.